# Pobles del Sud
|  | Aquest article tracta sobre regió ètnica d'Etiòpia. Si cerqueu el districte de València, vegeu «Pobles del Sud (districte de València)». |

Pobles del Sud és una de les nou kililoch (regions ètniques) del sud d'Etiòpia.

## Població
Les llengües més parlades al territori són sidamigna (18 %), guragigna (14,72 %), wolayitigna (11,53 %), hadiyigna (8,53 %), keffigna (5,22 %), i kembatigna (4,35 %).

### Pobles tribals
- Alaba
- Dorze
- Ghedeo
- Gurage
- Hadiya
- Hamer
- Kaffechio
- Kembata
- Mursi
- Sidama
- Silte
- Surma
- Walayta

## Presidents del Comitè Executiu
- Abate Kisho (SEPDM) 1992 - 2001
- Vacant? 2001
- Hailemariam Desalegne 12 November 2001 - present